# جیمز آلام آبراهامسون
جیمز آلام آبراهامسون (به انگلیسی: James Alan Abrahamson) فضانورد اهل کشور ایالات متحده آمریکا است که در ۱۹ مهٔ ۱۹۳۳ میلادی در ویلستون، داکوتای شمالی زاده شد.